# Cofradía del Resucitado (Cartagena)
La Cofradía del Resucitado es el nombre de la Real e Ilustre Cofradía de Nuestro Padre Jesús Resucitado de la ciudad española de Cartagena, fundada en 1943. Es la más joven de las cuatro cofradías que procesionan cada Semana Santa en Cartagena.

## Historia
En 1941 la Cofradía Marraja creó en su seno una nueva agrupación, la de N.P. Jesús Resucitado, para procesionar en la mañana del Domingo de Resurrección. Su andadura fue corta en el seno de la hermandad morada, dado que rápidamente se independizó para constituirse como cofradía, lo que se materializó el 29 de diciembre de 1943, siendo erigida canónicamente en la Iglesia Arciprestal de Santa María de Gracia.
El primer Hermano Mayor fue José Antonio Pérez González.
Ostenta los títulos de "Ilustre" por autorización episcopal en 1984, y "Real" desde 1987, cuando se incorpora como Hermano Mayor Honorario S.A.R. el Príncipe de Asturias.

## Patrimonio

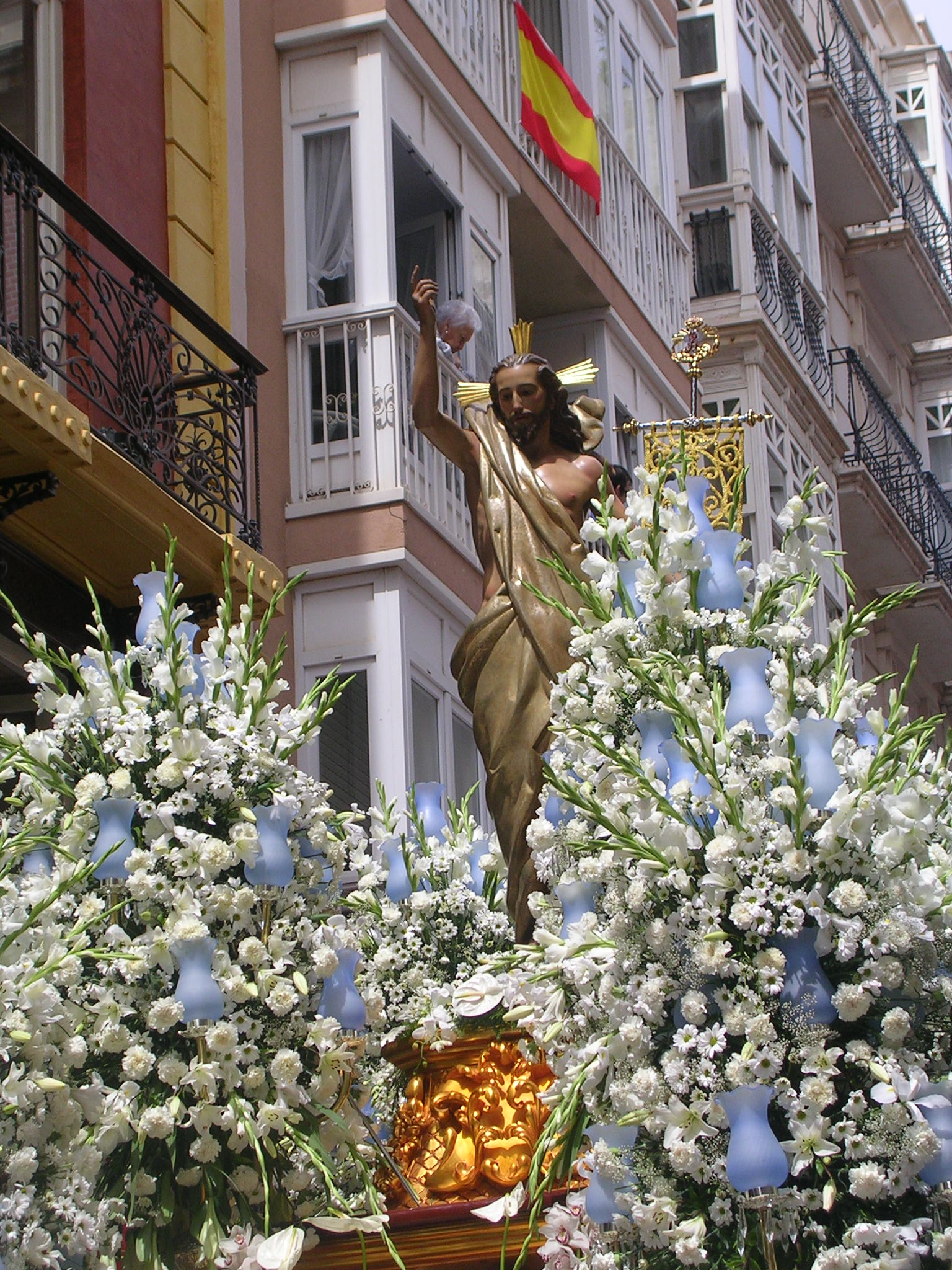
NP Jesús Resucitado (González Moreno).

El patrimonio imaginero de los del Resucitado tiene como hitos más destacados las imágenes del Titular y de la Virgen del Amor Hermoso, ambas de Juan González Moreno. Junto a ellas varios grupos de Federico Coullaut-Valera y de José Hernández Navarro.
Las imágenes y grupos que procesionan son los siguientes:
- Santo Angel con la Cruz Triunfante, José Hernández Navarro, 1983.
- Nuestro Padre Jesús Resucitado, Juan González Moreno, 1943.
- Grupo de la Resurrección, Federico Coullaut-Valera, 1949.
- Sepulcro Vacío Mensaje del Ángel, Galo Conesa, 2007.
- Aparición de Jesús a María Magdalena, Federico Coullaut-Valera, 1948.
- Aparición de Jesús a los Discípulos de Emaús, Federico Coullaut-Valera, 1958.
- Aparición de Jesús a Santo Tomás, Federico Coullaut-Valera, 1965.
- Aparición de Jesús a los Apóstoles en el Lago Tiberiades, José Hernández Navarro, 1983.
- San Juan Evangelista, Antonio García Mengual, 1980.
- Santísima Virgen del Amor Hermoso, Juan González Moreno, 1946.

## Procesiones
Tan sólo un día procesiona esta Cofradía, el Domingo de Resurrección.
Su salida tiene lugar a las diez de la mañana de la iglesia de Santa María de Gracia, para seguir el siguiente itinerario:
Aire, Jara, Campos, San Francisco, Pl. San Ginés, Duque, Pl. Risueño, Caridad, Serreta, Pl. López Pinto, Parque, Santa Florentina, Carmen, San Roque, Jabonerías, Puertas de Murcia, Pl. San Sebastián, Mayor, Cañón, Aire

## Símbolos
El escudo de los del Resucitado consiste en una cruz latina sobre la que se sitúa una gran letra R. La cruz se sitúa sobre una nube y va potenciada en sus extremos. Bajo la misma unas ramas de laurel y todo ello rematado por la corona real.
El color distintivo de la Cofradía es el blanco.

## Otros datos de interés
Durante la Cuaresma tiene lugar el llamado Rexurrexit, celebración paralitúrgica solemne que protagoniza los cultos de esta Cofradía.
Componen la Cofradía once agrupaciones autónomas.
En la actualidad es Hermana Mayor de la Cofradía Marien Garcia Boj.
- Datos: Q4392536